# Autostrada A62 (Franța)
Autostrada A62, sau A62, este o autostradă franceză care leagă Toulouse de Bordeaux.
Ea reprezintă continuarea directă spre vest a autostrăzii A61 Narbonne - Toulouse. Această autostradă este concesionată companiei ASF între ieșirea 1.1 și periferia orașului Toulouse. Secțiunea dintre centura orașului Bordeaux și ieșirea 1.1 este administrată de DIR Atlantique. A62 este cu taxă între ieșirea 1.1 și A620.
A62, la fel ca și A61, face parte din Autostrada celor Două Mări, o autostradă care leagă Oceanul Atlantic (Bordeaux) de Marea Mediterană (Narbonne).
Ea face parte din coridoarele europene E72 pe întregul său traseu și E09 între A20, cu care are un tronson comun de aproximativ patruzeci de kilometri, și Toulouse.

## Istorie
Declarații de utilitate publică:
- 26.02.1958: Secțiunea Saint-Selve-D219 - Langon-N524 (termene provizorii)[1], (declarația a fost considerată urgentă și prelungită pe 04.01.1963[2] și pe 02.04.1965[3][4]).
- 03.11.1962: Secțiunea Cadaujac - Saint-Selve-D219 (termene provizorii)[5], (declarația a fost parțial prelungită pe 04.01.1966[6] și pe 18.04.1968[7][8]).
- 04.01.1966: Secțiunea Toulenne - Langon-N524 (termene provizorii)[9], (înlocuiește DUP-ul din 1958 pentru secțiunea respectivă).
- 04.01.1966: Secțiunea Villenave-d'Ornon - Cadaujac (A630 - termen provizoriu)[9][6], (înlocuiește DUP-ul din 1962 pentru secțiunea respectivă).
- 04.01.1966: Secțiunea Saint-Médard-d'Eyrans-D214 - Saint-Selve-D219 (termene provizorii)[9][6], (înlocuiește DUP-ul din 1962 pentru secțiunea respectivă).
- 24.05.1969: Secțiunea Illats-Ouest - Illats-Est (termene provizorii)[10][11], (declarația a fost reînnoită pe 17.08.1972[12]), (înlocuiește DUP-ul din 1958 pentru secțiunea respectivă).
- 23.03.1973: Secțiunea Saint-Selve-D219 - Langon-N524 (termene provizorii)[13], (înlocuiește DUP-urile din 1958, 1966 și 1972 pentru secțiunile respective).
- 17.03.1975: Secțiunea Langon-N524 - Roquefort (termene provizorii)[14].
- 15.07.1975: Secțiunea Bruguières - Aucamville (ieșirea 11 - A620)[15][16].
- 09.09.1975: Secțiunea Saint-Porquier - Bruguières (termen provizoriu - ieșirea 11)[17], (declarația a fost prelungită pe 08.09.1980[18]).
- 23.07.1976: Secțiunea Castelsarrasin - Saint-Porquier (ieșirea 9 - termen provizoriu)[19][20].
- 22.02.1978: Secțiunea Roquefort - Agen (termen provizoriu - ieșirea 7)[21].
- 21.11.1978: Secțiunea Agen - Auvillar-D88 (ieșirea 7 - termen provizoriu)[22][23].
- 21.11.1978: Secțiunea Auvillar-Camuzon - Castelsarrasin (termen provizoriu - ieșirea 9)[22][23].
- 30.11.1979: Secțiunea Auvillar-D88 - Auvillar-Camuzon (termene provizorii)[24].
- 22.06.1981: Secțiunea Aucamville - L'Union (A620 - A68)[25].
- 18.01.1999: Secțiunea Bressols - Aucamville, PK 192,105 la 224,600 (ieșirea 10 - A620), (lărgire la 2x3 benzi).
- 05.12.2013: Nod rutier Borderouge (ieșirea 13).
- 18.05.2020: Nod rutier Agen-Ouest (ieșirea 6.1).

Dare în exploatare
- 11.07.1970: Secțiunea Villenave-d'Ornon - La Prade (A630 - ieșirea 1.1).
- 17.11.1975: Secțiunea La Prade - Langon (ieșirile 1.1 la 3).
- 03.12.1975: Nod rutier Illats (ieșirea 2).
- 14.05.1979: Secțiunea Langon - Buzet-sur-Baïse (ieșirea 3 - sfârșitul provizoriu)[n 2].
- 30.10.1980: Secțiunea Buzet-sur-Baïse - Agen (termen provizoriu - ieșirea 7).
- 30.10.1980: Secțiunea Bressols - Aucamville (ieșirea 10 - A620).
- 17.06.1981: Secțiunea Castelsarrasin - Bressols (ieșirile 9 la 10).
- 28.06.1982: Secțiunea Agen - Castelsarrasin (ieșirile 7 la 9).
- 13.07.1983: Nod rutier Valence-d'Agen (ieșirea 8).
- 05.05.1988: Secțiunea Aucamville - L'Union (A620 - A68).
- 02.1990: Nod rutier Saint-Médard-d'Eyrans (ieșirea 1), (semi-nod, bretea dinspre Bordeaux).
- 18.10.1990: Nod rutier Saint-Médard-d'Eyrans (ieșirea 1), (semi-nod, bretea către Bordeaux).
- 06.10.1997: Nod rutier Eurocentre (ieșirea 10.1).
- 28.06.2000: Secțiunea Saint-Jory - Aucamville, PK 217,700 la 224,600 (ieșirea 11 - A620), (lărgire la 2x3 benzi).
- 11.2002: Secțiunea Eurocentre - Saint-Jory, PK 211,950 la 217,700 (ieșirile 10.1 la 11), (lărgire la 2x3 benzi).
- 2003: Nod rutier Saint-Médard-d'Eyrans (ieșirea 1), (semi-nod complementar).
- 19.12.2003: Secțiunea Bressols - Eurocentre, PK 192,105 la 211,950 (ieșirile 10 la 10.1), (lărgire la 2x3 benzi).
- 2006: Partea sudică a nodului de la Bressols (ieșirea 10), (bretea Toulouse - Paris) (reamenajare).
- 02.2006: Stația de taxare Toulouse-Nord, (lărgire de la 29 la 41 de benzi).
- 05.2006: Stația de taxare Montauban-Sud (ieșirea 10), (lărgire de la 13 la 22 de benzi).
- 23.12.2016: Nod rutier Borderouge (ieșirea 13).
- 18.11.2022: Nod rutier Agen-Ouest (ieșirea 6.1).

## Traseu
| De la A630 până la ieșirea 1.1: secțiune gratuită, neconcesionată, administrată de DIR Atlantique. | |                              |
| Intersecție                                                                                        | Nod rutier între A630 și A62: A63 (Bayonne, Bassin d'Arcachon), Aeroportul Bordeaux–Mérignac, Villenave-d'Ornon; A10 (Paris), A89 (Lyon), Bordeaux, Bègles, Gara Bordeaux-Saint-Jean. | A630 A63 A10 A89 E05 E70 E72 |
| A62 E72                                                                                            | |                              |
| | Limitare la 110 km/h (sens Toulouse > Bordeaux). |                              |
| 1 - Saint-Médard-d'Eyrans                                                                          | Orașe deservite: Cadaujac, Martillac, Saint-Médard-d'Eyrans, Léognan, La Brède-Site Montesquieu.                                                                                      | RD1113                       |
| 1.1 - La Brède                                                                                     | Orașe deservite: Langon, Agen, La Brède. | RD1113                       |
| | Punctul de taxare Saint-Selve. |                              |
| | Zonă de servicii: Les Terres de Graves (în ambele sensuri). |                              |
| 2 - Podensac                                                                                       | Orașe deservite: Cadillac, Podensac. |                              |
| | Limitare la 130 km/h (sens Bordeaux > Toulouse). |                              |
| 3 - Langon                                                                                         | Orașe deservite: Mont-de-Marsan, Tarbes, Pau, Captieux, Langon. | RD1562                       |
| Intersecție                                                                                        | Nod rutier între A65 și A62: Tarbes, Pau, Mont-de-Marsan. | A65 E07                      |
| | Zonă de odihnă: Le Bazadais (în ambele sensuri). |                              |
| 4 - La Réole                                                                                       | Orașe deservite: Libourne, Bazas, La Réole. | RD9                          |
| | Trecerea din departamentul Gironde în departamentul Lot-et-Garonne. |                              |
| | Zonă de odihnă: Cocumont (în ambele sensuri). |                              |
| 5 - La Réole                                                                                       | Orașe deservite: Bergerac, Tonneins, Casteljaloux, Marmande. | RD933                        |
| | Zonă de servicii: Le Mas d'Agenais (în ambele sensuri). |                              |
| | Zonă de odihnă: Le Queyran (în ambele sensuri). |                              |
| 6 - Aiguillon                                                                                      | Orașe deservite: Mont-de-Marsan, Villeneuve-sur-Lot, Casteljaloux, Tonneins, Nérac, Aiguillon.                                                                                        | RD8                          |
| | Zonă de odihnă: Buzet (în ambele sensuri). |                              |
| | Zonă de odihnă: Bruch (în ambele sensuri). |                              |
| | Zonă de servicii: Agen - Porte d'Aquitaine (în ambele sensuri). |                              |
| 6.1 - Agen-Ouest                                                                                   | Orașe deservite: Agen, Nérac, Parc de loisirs - Centre aquatique, Technopole Agen-Garonne.                                                                                            |                              |
| | Zonă de odihnă: Estillac (sens Toulouse > Bordeaux). |                              |
| 7 - Agen                                                                                           | Orașe deservite: Périgueux, Auch, Villeneuve-sur-Lot, Agen, Condom, Lectoure, Nérac, Le Passage.                                                                                      | RN21                         |
| | Viaductul Brimont. |                              |
| | Zonă de odihnă: Moirax (sens Bordeaux > Toulouse). |                              |
| | Zonă de odihnă: Layrac (în ambele sensuri). |                              |
| | Trecerea din departamentul Lot-et-Garonne în departamentul Tarn-et-Garonne. Trecerea din regiunea Nouvelle-Aquitaine în regiunea Occitanie.                                           |                              |
| | Zonă de odihnă: Dunes (în ambele sensuri). |                              |
| 8 - Valence-d'Agen                                                                                 | Orașe deservite: Cahors, Lectoure, Valence. | RD653                        |
| | Limitare la 130 km/h (sens Toulouse > Bordeaux). |                              |
| | Viaductul Costes Pelades. |                              |
| | Zonă de servicii: La Garonne (în ambele sensuri). |                              |
| | Pod peste Garonne. |                              |
| 9 - Castelsarrasin                                                                                 | Orașe deservite: Moissac, Castelsarrasin. | RD813                        |
| | Zonă de odihnă: La Forêt de Saint-Porquier (sens Toulouse > Bordeaux). |                              |
| | Zonă de odihnă: Escatalens (sens Bordeaux > Toulouse). |                              |
| | Zonă de odihnă: Lacourt-Saint-Pierre (sens Toulouse > Bordeaux). |                              |
| | Zonă de odihnă: La Forêt de Montech (sens Bordeaux > Toulouse). |                              |
| 10                                                                                                 | Nod rutier între A20 și A62: Paris, Limoges, Montauban. | A20 E09                      |
| A62 E09 E72                                                                                        | |                              |
| | Zone de odihnă: Naudy (sens Bordeaux > Toulouse); Campsas (sens Toulouse > Bordeaux).                                                                                                 |                              |
| | Trecerea din departamentul Tarn-et-Garonne în departamentul Haute-Garonne. |                              |
| | Trecerea din departamentul Haute-Garonne în departamentul Tarn-et-Garonne. |                              |
| | Trecerea din departamentul Tarn-et-Garonne în departamentul Haute-Garonne. |                              |
| | Zonă de servicii: Le Frontonnais (în ambele sensuri). |                              |
| 10.1 - Eurocentre                                                                                  | Orașe deservite: Grenade, Saint-Jory, Eurocentre. | RD945                        |
| 11 - Saint-Jory                                                                                    | Orașe deservite: Fronton, Fenouillet, Saint-Alban, Saint-Jory. | M63G                         |
| | Punctul de taxare Toulouse-Nord. |                              |
| Intersecție                                                                                        | Nod rutier între A620 și A62: A64 (Tarbes, Lourdes), A624 (Auch), Toulouse-centru, Aeroportul Toulouse–Blagnac, Toulouse-Sesquières, Toulouse-Fondeyre.                               | A620 A64 A624 E72            |
| De la A620 către A61 și A68: secțiune gratuită concesionată companiei ASF.                         | |                              |
| A62 E09                                                                                            | |                              |
| 12 - Les Izards                                                                                    | Orașe deservite: Agen, Montauban, Villemur-sur-Tarn, Castelginest, Aucamville (nod rutier parțial).                                                                                   | M820                         |
| 13 - Borderouge                                                                                    | Orașe deservite: Launaguet, Parc Relais Métro Toulouse, Toulouse-Borderouge. |                              |
| | Limitare la 90 km/h (sens Bordeaux > Toulouse). |                              |
| 14 - La Croix Daurade                                                                              | Orașe deservite: Albi, L'Union, Toulouse-Croix Daurade. | M888                         |
| Intersecție                                                                                        | Nod rutier între A61, A68 și A62: Barcelona, Montpellier, Foix, Castres, Lavaur; Castres, Albi, Lavaur.                                                                               |                              |
| A62 E09                                                                                            | |                              |

## Locuri turistice
- Bordeaux - Capitala regiunii Nouvelle-Aquitaine, cunoscută pentru arhitectura sa remarcabilă, vinurile de clasă mondială și patrimoniul său istoric.
- Vignoble de l'Entre-deux-Mers - Zonă viticolă celebră situată între râurile Garonne și Dordogne, cunoscută pentru vinurile sale albe proaspete și aromate.
- Langon - Oraș mic, dar fermecător, cu un patrimoniu arhitectural și o poziție strategică în apropierea râului Garonne.
- Château de Buzet-sur-Baïse (vizibil de pe autostradă) - Un castel impresionant situat în satul Buzet-sur-Baïse, renumit pentru peisajele sale și proximitatea față de podgoriile locale.
- Vignoble de Buzet - O altă regiune viticolă celebră pentru producția de vinuri roșii și albe, parte integrantă a tradiției franceze.
- Walibi Sud-Ouest - Parcul de distracții situat în apropiere de Agen, ideal pentru familii și pentru o zi plină de activități recreative.
- Auvillar - Clasat drept unul dintre « Les Plus Beaux Villages de France » (cele mai frumoase sate din Franța), cunoscut pentru arhitectura sa fermecătoare și moara sa de vânt.
- Castelsarrasin - Oraș situat pe Canalul de Garonne, cu o atmosferă liniștită și peisaje plăcute.
- Moissac - Renumit pentru Biserica Saint-Pierre și mănăstirea sa, incluse în patrimoniul mondial UNESCO, un punct important pe Drumul Sfântului Iacob (Camino de Santiago).
- Montauban - Un oraș istoric cu o arhitectură distinctivă din cărămidă roz, precum și un centru cultural important.
- Vignoble de Fronton - Zonă viticolă faimoasă pentru vinurile roșii și roze, cu soiuri de struguri unice precum Négrette.
- Toulouse - Supranumit „La Ville Rose” datorită clădirilor din cărămidă roz, Toulouse este un oraș vibrant cu un mix de istorie, cultură și inovație tehnologică.
- Bassin de la Garonne - Regiunea situată în bazinul râului Garonne, cu peisaje rurale pitorești și activități recreative legate de apă.